# Kadirije
Kadirije ili Kaderije (arapski, القادِرية‎) su derviši kadirijskog tarikata (derviškog reda) koji je osnovao Abdulkadir Gejlani, koji je bio iz mjesta Gelani (Gilan) u današnjem Iranu. 
Kadirije su dosta rasprostranjene u zemljama gdje se govori arapski jezik, a mogu se naći i u Turskoj, Indoneziji, Afganistanu, Indiji, Bangladešu, Pakistanu, Bosni i Hercegovini, Rusiji, Palestini, Izraelu, Kini, te na područjima i istočne i zapadne Afrike. Red se snažno oslanja na pridržavanje temelja islama. 

## Vanjske povezice
- Abun-Nasr, Jamil M. "The Special Sufi Paths (Taqiras)", in Muslim Communities of Grace: The Sufi Brotherhoods in Islamic Religious Life. New York: Columbia UP, 2007. 86–96.
- Chopra, R. M., Sufism, 2016, Anuradha Prakashan, New Delhi ISBN 978-93-85083-52-5
- "Halisa and the Distinguished Ones", Mehmet Albayrak, Ankara, 1993, Turkey